# Wanapan
Wanapan is een dorp in het bestuursressort Kabalebo in Sipaliwini, Suriname.
In het dorp wonen inheemse Surinamers van het volk Trio. Het dorp werd gesticht door Adapaachte Joppo, die tevens de kapitein was van het dorp. Wanapan is de Trio-naam van de plantensoort Clusia die veel in dit gebied voorkomt.
Wanapan ligt op een zeer geïsoleerde locatie. De dichtstbijzijnde school en kliniek bevinden zich in Apoera, ongeveer een dag stroomafwaarts varen met een gemotoriseerde kano. Om hun kinderen naar school te kunnen sturen, stichtten de dorpelingen van Wanapan het dorp Sandlanding nabij Apoera. Dit laatste dorp valt ook onder het gezag van de kapitein van Wanapan.

## Geschiedenis
Sinds de komst van missionarissen in het Surinaamse binnenland in de jaren 1950 verhuisden veel Trio naar grotere bevolkingscentra in de buurt van vliegvelden, zoals Alalapadoe en Kwamalasamoetoe. De groepering vergemakkelijkte het werk van missionarissen en van de Surinaamse regering en vergemakkelijkte ook de ontginning van de gronden en jachtgebieden. Asongo Alalaparoe, de granman van de Trio sinds 1997, moedigde zijn volk erna aan om zich weer over de oorspronkelijke gebieden te verspreiden. Hieruit volgde de oprichting van Wanapan in 1998 door kapitein Adaapachte. 
Mede als gevolg van de verspreiding van de Trio kwamen ook eigen identiteiten weer naar boven waarvan eerst gedacht werd dat ze verdwenen waren. Voor de inwoners van Wanapan betekende dit dat ze zichzelf weer zien als Aramayana of "bijenvolk". 
Apoera · Bakhuis · Kamp 52 · Matapi · Sandlanding · Section · Wanapan · Washabo